# Engràcia de Saragossa
Engràcia de Saragossa (Braga, Lusitània, últim quart del segle iii - Caesaraugusta, actual Saragossa, ca. 303) fou una donzella que va morir màrtir amb divuit companys cristians, anomenats els Sants Màrtirs de Saragossa o Innombrables Màrtirs de Saragossa.
No s'ha de confondre amb santa Engràcia de Segòvia, màrtir del segle viii.

## Llegenda
Engràcia era nascuda a Braga i havia estat promesa en matrimoni a un noble del Rosselló. Va ésser enviada a la Gàl·liam amb el seu oncle Luperci, setze nobles i una serventa anomenada Júlia. En arribar a Saragossa, s'assabentaren que els cristians de la ciutat eren perseguits per ordre de Dioclecià i Maximià. Van intentar dissuadir-los perquè deixessin la persecució, però en confessar-se cristians van ésser detinguts i empresonats. Engràcia morí a la presó per les ferides rebudes, mentre que els seus companys van ésser decapitats.

## Els màrtirs de Saragossa

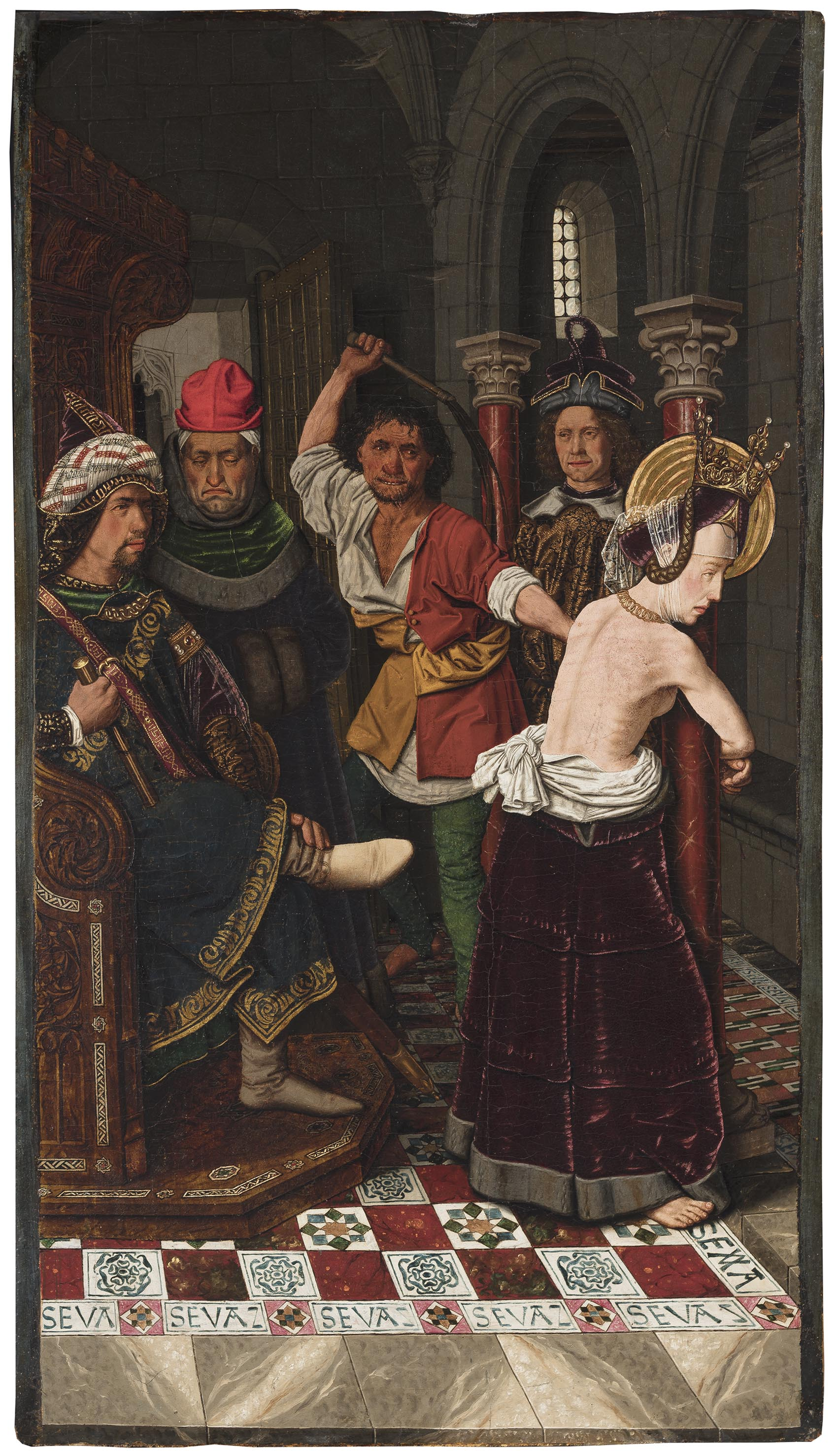
Martiri de la santa, per Bartolomé Bermejo, 1474-1478 (Bilbao, Museo de Bellas Artes)

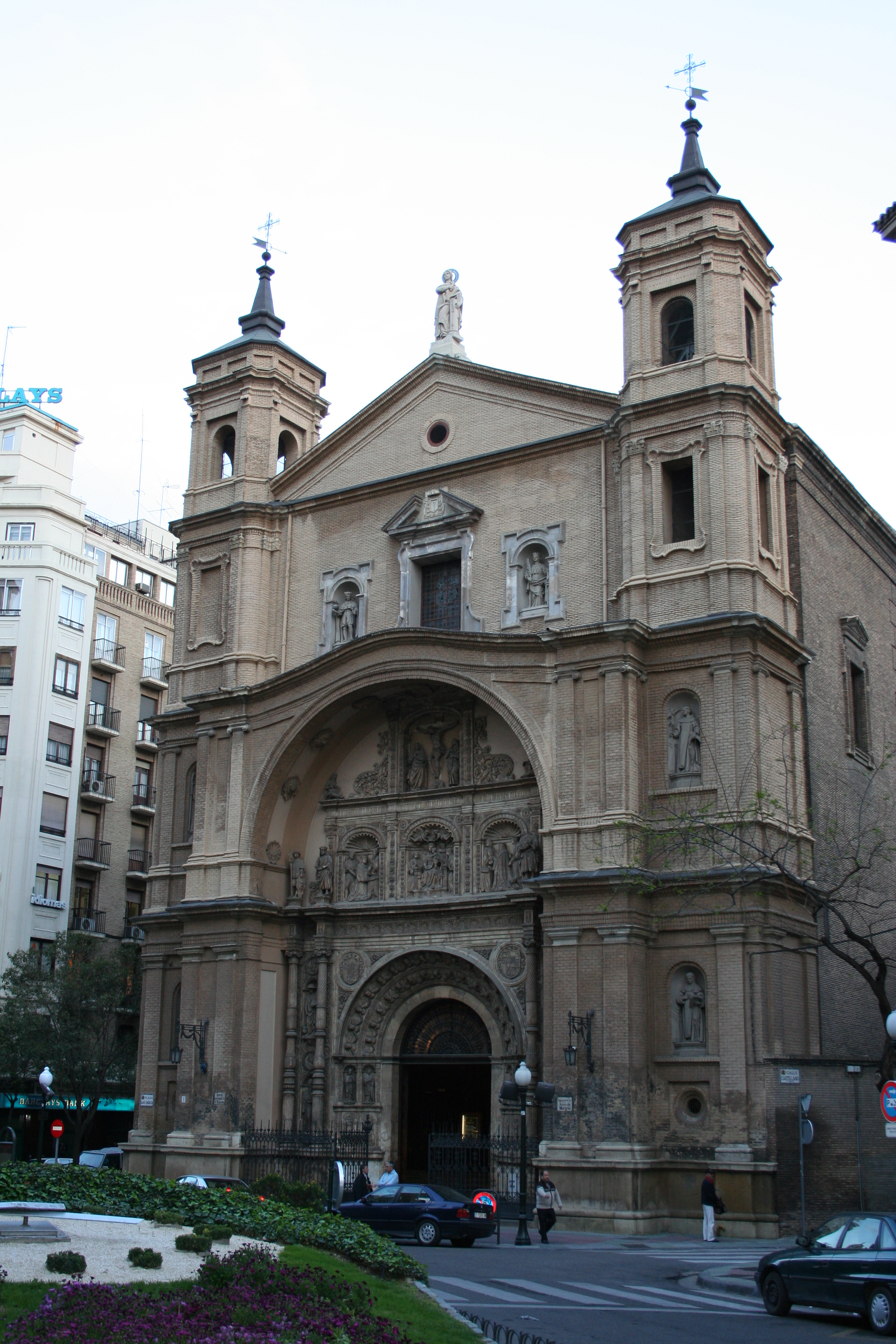
Basílica de Santa Engracia a Saragossa

Amb el nom de Màrtirs de Saragossa s'inclouen els altres cristians que van ésser martiritzats en aquell moment. A banda, d'Engràcia, Luperci i Júlia, els noms dels altres acompanyants de la noia eren, segons Prudenci: Gai, Crescenci, Succés, Marcial, Urbà, Quintilià, Publi, Frontó, Fèlix, Cecilià, Evodi, Primitiu, Apodemi i quatre homes més anomenats Sadurní. Després s'hi afegiren altres noms: Optat, Matutí, Cassià, Faust i Januari.
La devoció va fer que els divuit màrtirs es convertissin, amb la creença que hi moriren molts més màrtirs cristians, en Els Innombrables Màrtirs de Saragossa. La llegenda elaborada durant l'Edat mitjana parlava de 18.000 màrtirs, que autors posteriors, com el falsificador Jerónimo Román de la Higuera, van recollir i difondre. No obstant això, altres historiador van demostrar que la tradició era inversemblant, quedant com a única dada demostrable la xifra dels divuit màrtirs que dona Prudenci, gairebé contemporani dels fets. El mateix fet que fossin divuit, un nombre alt per a la ciutat, va fer que Prudenci en lloés la quantitat.
Comença a trobar-se el terme d'"Innombrables Màrtirs" a partir del segle vii, en un text que presenta una versió molt alterada del martiri dels sants.

### Llegenda de lesSantas Masas
La tradició explicava que el llegendari prefecte Dacià va dictar un ban que concedia el perdó als cristians, amb la condició que marxessin tots plegats de la ciutat per anar a un altre lloc que podrien triar. Un cop tots van ser fora ciutat, van tancar les portes de la muralla i els soldats romans, amagats fora, van atacar els cristians i els van matar. Per evitar que s'hi retés culte, Dacià va ordenar cremar-ne les restes i que es barregessin amb les restes de delinqüents i malfactors que havien estat morts i executats. Un prodigi va fer que les restes dels màrtirs es reduïssin a una massa de color blanc, diferenciant-se de les dels malfactors. D'aquí el nom de Santas Masas que reben les relíquies guardades a la basílica de Santa Engràcia.

## Veneració
Prudenci escrigué l'himne IV del Peristephanon en honor d'aquests màrtirs, donant-ne els noms i descrivint les tortures sofertes per Engràcia, que fou la més venerada de tot el grup.
| « | «la ciutat que anomenem Saragossa conserva en un sepulcre les cendres de divuit màrtirs» | » |

El seu culte es va iniciar molt aviat i és testimoniat ja en temps de Prudenci, al segle iv, i es difongué per tot Hispània i els Pirineus. Sobre el lloc del martiri s'aixecà la Basílica de Santa Engracia, a Saragossa, amb un monestir, que fou un dels temples més importants de la ciutat. Va ésser destruïda al setge de Saragossa de 1809, quedant-ne només la cripta i la façana. Reedificada al final del segle xix, avui és una parròquia, on es conserva la cripta antiga, restaurada, amb les relíquies dels sants; aquesta cripta és coneguda amb el nom de Cripta de las Santas Masas. Sota l'altar major de la cripta hi ha el sepulcre amb les restes de Santa Engràcia i Sant Luperci; en sengles sepulcres romans a banda i banda hi ha les restes de Sant Lambert (a l'Evangeli) i dels Innombrables Màrtirs (a l'Epístola). En la nau lateral hi ha una urna amb els cranis d'Engràcia, Lambert i Luperci, i a terra, un pou on la tradició diu que van trobar-se les restes de tots.